# Star Wars: Droids
Star Wars: Droids: The Adventures of R2-D2 and C-3PO este un serial de televiziune animat din 1985, derivat din trilogia originală Războiul stelelor (Star Wars). Se concentrează asupra droizilor R2-D2 și C-3PO și are loc între evenimentele din Revenge of the Sith  și A New Hope. Serialul a fost produs de Nelvana pentru Lucasfilm și difuzat pe ABC împreună cu seria înfrățită Ewoks (ca parte a The Ewoks and Droids Adventure Hour).
Serialul a fost difuzat timp de un sezon de 13 episoade a câte o jumătate de oră fiecare; iar o emisiune specială de o oră din 1986 a fost creată ca finalul serialului.
Melodia de deschidere, „In Trouble Again”, a fost interpretată de Stewart Copeland de la the Police. În timpul aventurilor lor, druizii se trezesc în slujba noilor săi maeștri succesivi. Personajele trilogiei originale Boba Fett și IG-88 apar fiecare în câte un episod.